# Bestune B90
La Bestune B90, chiamata anche Besturn B90, è un'autovettura prodotta dalla casa automobilistica cinese First Automobile Works con marchio Bestune dal 2012 al 2017.

## Descrizione

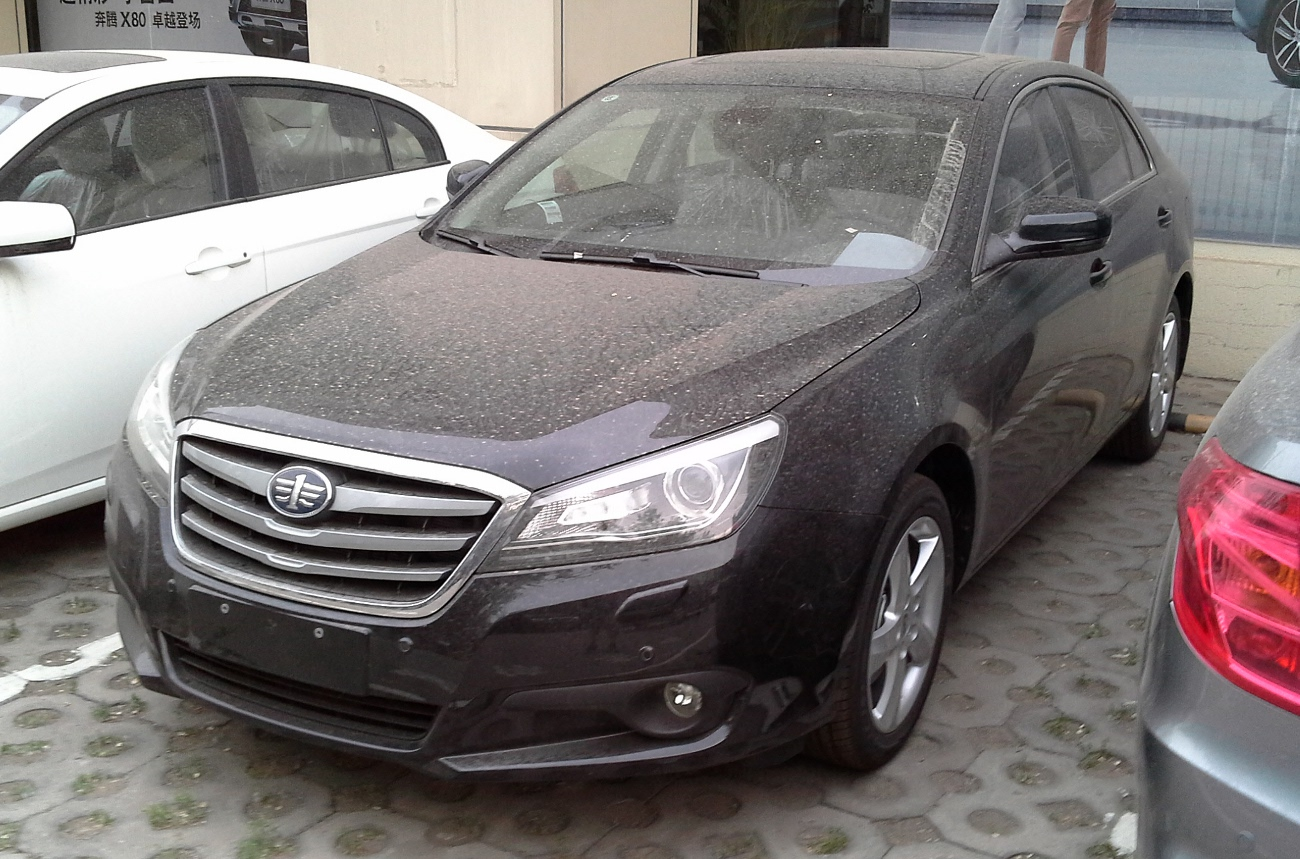
Bestune B90 restyling 2014

Presentata al Salone di Shanghai nel 2011 sotto forma di concept car, successivamente ha debuttato in veste definitiva al Salone di Pechino nel 2012. La produzione della berlina è partita il 16 luglio 2012, mentre le consegna sono iniziate il 22 agosto 2012. 
La B90 è stata progettata in collaborazione con Mazda, dalla quale riprende parte della componentistica e meccanica tra cui le motorizzazioni, che al lancio erano un 2.0 litri da 108 kW e un 2,3 litri da 118 kW. In concomitanza con leggero restyling nel 2014 che ha interessato la griglia frontale, sono state adottate nuove motorizzazioni turbo in loco dei precedenti aspirati, tra cui un benzina da 1,8 litri a quattro cilindri da 137 kW (184 CV) e un 2,0 litri con da 150, abbinato a una trasmissione manuale o automatica a 6 velocità.